# Mapastepec
Mapastepec är en ort i Mexiko.   Den ligger i kommunen Mapastepec och delstaten Chiapas, i den sydöstra delen av landet, 800 km sydost om huvudstaden Mexico City. Mapastepec ligger 44 meter över havet och antalet invånare är 16 082.
Terrängen runt Mapastepec är platt åt sydväst, men åt nordost är den kuperad. Runt Mapastepec är det ganska glesbefolkat, med 27 invånare per kvadratkilometer. Mapastepec är det största samhället i trakten. Omgivningarna runt Mapastepec är en mosaik av jordbruksmark och naturlig växtlighet.